# Фрат пак
Фрат пак (на английски: The Frat Pack) е група американски комедийни актьори от 1990-те години.
Името им е дадено от „Ю Ес Ей Тъдей“ (USA Today) през юни 2004 г. Първоначално това име е дадено на друга група актьори: Леонардо ди Каприо, Мат Деймън, Бен Афлек, Едуард Нортън и Райън Фелипе. Името е по аналогия с Рат пак, отнасящо се за група актьори от 1960-те, и Брат пак – за група актьори от 1980-те.

## Членове на Фрат пак
| Джак Блек | Бен Стилър | Люк Уилсън | Оуен Уилсън | Винс Вон | Уил Феръл | Стийв Карел |
| --------- | ---------- | ---------- | ----------- | -------- | --------- | ----------- |